# Rusthoek (Baarn)
Rusthoek is een buitenhuis dat in 1905 werd gebouwd aan de Zandvoortweg, nu J.F. Kennedylaan, in Baarn, provincie Utrecht. Het gebouw, met stijlkenmerken van de Duitse barok, is opgenomen in het register van rijksmonumenten.

## Geschiedenis
De villa die oorspronkelijk bij het buiten hoorde werd mogelijk in 1768 gebouwd door Johan Adolph du Bois de Chaillou van Alendorp. Deze was de voormalige eigenaar van Steevliet, waartoe de grond van het huis behoorde. Het kan echter ook zijn dat de villa in 1771 werd gebouwd door kapitein Hendrik Rietveld,toen nog in dienst van de admiraliteit West-Friesland en het Noorderkwartier en na opheffing in dienst van de Amsterdamse Admiraliteit, die in datzelfde jaar eigenaar werd van de buitenplaats. Deze noemde het Zeezicht, een verwijzing naar het toen onbelemmerde uitzicht op de voormalige Zuiderzee. In de tijd dat Rietveld op zee was, verhuurde hij Zeezicht aan Jacob Anthony de Roth. Roth trouwde met een dochter van de toenmalige eigenaar van kasteel Groeneveld, Pieter Cornelis Hasselaer. Om het gazon te vergroten werd de Zandvoortseweg verlegd. In 1849 kwam het oude buiten in bezit van baron Simeon Petrus van Heemstra. Hij liet er twee vleugels aanbouwen en op het terrein kwam een koetshuis. Van Heemstra veranderde tevens de naam in Rusthoek. Het grondgebied van Rusthoek was in deze tijd het grootst: ook de villa's Benthuijs en Courbe Voie aan de overzijde van de Eemnesserweg stonden in die tijd op het terrein. Van Heemstra kocht bovendien kasteel Drakenburg met omliggende grond. Zijn dochter erfde in 1864 kasteel Groeneveld via de familie van haar toen al overleden moeder.

## Van Zeezicht naar Rusthoek
In 1874 werd Zeerust verkocht aan prins Hendrik. Na zijn dood in 1879 werd de grond verkocht aan de Baarnsche Bouwterrein Maatschappij, die de grond in delen verkocht. In 1905 liet tabakshandelaar Willem Jiskoot het gebouw afbreken en verving het door het huidige gebouw. Het huis heeft stijlkenmerken van Duitse barok en heeft in het interieur elementen in neo-Lodewijkstijl. Opvallend is dat de lantaarn op het dak niet gebruikt werd om daglicht naar binnen te halen. De trap zit namelijk niet midden in het pand maar links van het midden. Bij de restauratie in de 20ste eeuw is een glasplaat in de zoldervloer gemaakt zodat er nu wel daglicht van bovenaf Rusthoek binnenkomt.
Schuin voor de villa staat aan de Eemnesserweg de de portierswoning. Enkele bouwelementen van de villa zijn terug te vinden in dit dienstgebouw.
Achter het huis ligt een lange en brede, met bomen omzoomde vijver, die zich in twee armen splitst rond een heuvel. De vijver is waarschijnlijk halverwege de 19e eeuw verlandschappelijkt. Het noordelijk deel van het park bestaat uit bos.
In de Tweede Wereldoorlog werd het huis van de destijdse eigenaar Hendricus Johannes van Heuzen geconfisqueerd door de Duitsers. De familie mocht in de portierswoning aan het begin van de oprijlaan blijven wonen. Rusthoek werd onder meer een verblijf van de Duitse generaal Christiansen, die in 1944 het bevel voor de Razzia van Putten gaf. Na Dolle Dinsdag werd Rusthoek af en toe ook gebruikt door Reichskommissar Seyss-Inquart.
Na de oorlog is de familie van Heuzen er weer gaan wonen nadat eerst de Canadese bevrijder het in bezit heeft genomen. Na het overlijden van de eigenaar de Heer HJ van Heuzen in 1949 werd het de weduwe te groot en werd Rusthoek eind 1950 verkocht aan de Katholieke Volkspartij (KVP). In het gebouw werd een vormingscentrum gevestigd van de KVP en vervolgens een opleidingscentrum van Aegon. Daarna kwam het in gebruik als kantoor.

## Kennedylaan
Ter hoogte van Rusthoek was het deel van de laatmiddeleeuwse Zandvoortweg. De laan werd doorgetrokken bij de aanleg van een nieuwbouwwijk in de jaren 1960. Het westelijke deel is meer slingerend dan het oude oostelijk deel. In 1964, na de moord op president Kennedy, werd de straatnaam veranderd en lag Rusthoek niet langer aan de Zandvoortweg maar aan de Kennedylaan.